# Dème d'Ándros
Pour les articles homonymes, voir Andros.

Le dème d'Ándros, en grec moderne : Δήμος Άνδρου / Dímos Ándrou, est un dème d'Égée-Méridionale, en Grèce.
Selon le recensement de 2011, la population du dème s'élève à 9 221 habitants.
Il résulte de la fusion, en 2010 des anciens districts d'Ándros, de Kórthi et d'Ydroúsa.